# Principat de Bulgària
Principat de Bulgària, búlgar: Княжество България Kniàjestvo Balgària és el nom oficial de Bulgària des de l'adopció de la Constitució de Tàrnovo el 1879 fins a la independència en 1908. En la literatura històrica, el terme "Principat de Bulgària" s'utilitza sovint per distingir l'estat búlgar del nord de la regió autònoma de Rumèlia Oriental.
El principat fou una de les dues unitats administratives que es van crear en l'Imperi Otomà després de la derrota d'aquest en la guerra russoturca i el posterior Congrés de Berlín de 1878, per tractar de conciliar el creixent nacionalisme búlgar. El principat fou autònom dins de l'Imperi (un estat vassall de l'Imperi Otomà) i pocs anys després es va unir a l'altra unitat búlgara, el territori de Rumèlia Oriental, per formar la moderna Bulgària independent.

## Antecedents
En 1393 els turcs otomans van ocupar Tàrnovo, capital del Segon Imperi Búlgar. Era el començament de la dominació otomana. La zona de Bulgària es va aixecar diverses vegades contra el domini otomà; destaquen els aixecaments de Tarnovo (1598 i 1686) i la rebel·lió de Karpoix (1689). No obstant això, l'aixecament més important es produirà al segle xix.
La Qüestió d'Orient afectava la zona oriental europea, on l'Imperi Otomà s'enfrontava a una profunda decadència com a potència, i a les contínues pressions de l'Imperi Austrohongarès i l'Imperi Rus, que es delien per influir sobre els pobles cristians sotmesos als otomans.
La política exterior russa sobre l'Imperi Otomà tenia diversos objectius: aconseguir un port lliure a l'hivern per a la seva flota, expandir-se pel Danubi i Àsia i dirigir la independència dels pobles cristians ortodoxos sotmesos als turcs.
La Guerra de Crimea (1853-1856) va frenar aquests desitjos russos, però al seu torn les potències vencedores van imposar a l'Imperi Otomà l'aplicació d'unes reformes que respectessin els pobles cristians a canvi del suport prestat en la guerra. La situació va canviar a partir de 1870. La derrota francesa davant Prússia va permetre a Rússia d'influir novament en la qüestió oriental. Va obtenir la independència religiosa de Bulgària enfront del patriarca grec de Constantinoble i va iniciar així la seva política d'intervenció.
Per la seva banda l'Imperi Austrohongarès, allunyat dels assumptes alemanys (derrota en la guerra de 1866) i italians (unificació d'Itàlia) es va centrar els Balcans i va decidir influir a Sèrbia i al principat de Romania com a manera de frenar la política expansionista russa a la zona.
Per la seva banda l'Imperi Otomà no pogué fer front a les reformes imposades en la Pau de París de 1856 i es va enfrontar a diverses rebel·lions (Creta el 1866, Hercegovina el 1875 o la guerra amb Sèrbia en 1876) i a la fallida el 1875. Davant el caire que prenia la situació, un grup de funcionaris es van rebel·lar contra el sultà Abdülâziz i el va substituir per Murat V. El país va ser dotat d'una Constitució en 1876. No obstant això, el nou sultà Abdul Hamid II va acabar amb la reforma i va restablir la monarquia absoluta.
Quan va esclatar la rebel·lió contra l'Imperi Otomà a Bòsnia el 1875, aquesta es va estendre fins a Bulgària a l'any següent, on fou coneguda com a revolta d'abril. El suport popular a l'alçament va ser escàs. Tot i que les autoritats van controlar fàcilment la rebel·lió, els turcs van desfermar una brutal repressió, en la qual van participar els baixi bozuqs, que van dur a terme nombroses matances (a Panaguiúrixte, Pèruixtitsa, Bratsígovo i Batak, entre d'altres llocs) i van devastar el país. Altres països europeus es van indignar i van denunciar la brutalitat i els “horrors búlgars”.
El 1876, es va convocar, per part de les Grans Potències, la Conferència de Constantinoble. No obstant això, les seves decisions van ser rebutjades per les autoritats otomanes, en considerar que la publicació de la Constitució de 1876 garantia els drets de les minories de l'Imperi. Mentrestant, Rússia seguia sent hostil als otomans i va iniciar una sèrie de contactes amb Àustria-Hongria per garantir la seva neutralitat enfront d'un possible procés bèl·lic (repartiment de l'Imperi Otomà concertat en la conferència informal celebrada en 1876). Finalment Rússia va declarar la guerra al juny de 1877 (Guerra russoturca (1877-1878)) i va envair el país amb el suport dels romanesos i d'una legió búlgara. Al febrer de 1878, els exèrcits russos van arribar a les portes de Constantinoble.
El Tractat de San Stefano (3 de març de 1878) va estipular la creació d'un extens principat autònom de Bulgària i la perdua dels territoris europeus de l'Imperi Otomà. Àustria i Gran Bretanya temien que es trenqués l'equilibri als Balcans i que el nou estat es convertís en un satèl·lit rus als Balcans, i van forçar Rússia a signar el Tractat de Berlín de 1878, mitjançant el qual es mantenia l'equilibri a costa de les aspiracions nacionals búlgares: el principat autònom de Bulgària es va mantenir, però molt reduït i sotmès al vassallatge oficial de Constantinoble, la qual cosa li impedia d'establir relacions diplomàtiques o comercials formals amb altres nacions.
Tot i que el Tractat de San Stefano mai no es va materialitzar més enllà del paper, es va convertir en una referència per als nacionalistes búlgars, perquè remetia a l'antic regne de Simeó I. Els successius governs búlgars van buscar la unificació del que consideraven territoris búlgars, tenint com a objectiu les fronteres de San Stefano. En les dècades següents, Bulgària va aconseguir nomenar bisbes búlgars a Macedònia (part de l'Imperi Otomà durant aquesta època).

## Història
Ja durant la guerra d'alliberament russoturca (1877-1878), es va formar un govern provisional a les terres búlgars. Al maig de 1878, fou nomenat el comissionat imperial rus a Bulgària, príncep Aleksandr Dondúkov per un període de dos anys, però el Tractat de Berlín escurçà el seu període a nou mesos. El govern provisional rus va preparar una assemblea constituent, amb 230 diputats (dels quals 89 serien triats directament pel poble (un per cada 10.000 habitants homes), 117 ho eren "legalment", basats en llur posició oficial, 19 eren nomenats pel príncep Dondúkov-Korsàkov i 5 eren representatius de les diferents organitzacions i societats), amb l'encàrrec de redactar la nova constitució de Bulgària. A l'Assemblea Nacional Constituent també hi havia representants de les minories turca, grega i jueva. El 16 d'abril de 1879 va adoptar la llei bàsica segons la qual Bulgària es constituïa com una monarquia constitucional amb un parlament unicameral i dret a vot per a tots els homes majors de 21 anys. Segons la constitució, el príncep és el comandant de l'exèrcit búlgar i la branca executiva del govern. El 17 d'abril de 1879 es va convocar la primera Assemblea Nacional i, a proposta del tsar de Rússia, va triar com a príncep Alexandre de Battenberg, nebot de la tsarina de Rússia. El nou sobirà havia estat en realitat escollit per les grans potències. A la província de Rumèlia Oriental, les potències europees van elaborar els estatuts orgànics del Congrés de Berlín i va ser nomenat un governador en representació del sultà otomà, que va ser acceptat per l'assemblea. La nova capital del principat autònom es va fixar a la ciutat de Sofia, cruïlla de camins i propera a Macedònia, per elecció de l'autoritat transitòria russa, que controlava el territori després de la guerra.

### La constitució de 1879
Les característiques principals de la nova constitució tenen com a origen la victòria dels liberals de Petko Karavèlov enfront dels delegats conservadors.  La nova constitució instituïa una Assemblea Nacional formada per un representant per cada 10.000 votants, amb sufragi universal masculí i immunitat parlamentària per als seus membres. el principal poder era el legislatiu, per influència dels liberals.El príncep podia promulgar legislació, però havia d'obtenir el posterior suport de l'Assemblea.El control pressupostari, l'aprovació de nous tributs i de legislació quedava en mans del parlament, que havia de celebrar almenys una sessió anual de dos mesos, tot i que el príncep havia de convocar-la. El prìncep mantenia, però, gran poder: no només la convocatòria del parlament, sinó el nomenament dels ministres del governi dels funcionaris; els ministres eren responsables tant davant el parlament com davant ell. Era cap suprem de les forces armades i cap de la diplomàcia búlgara.A més, el rei podia dissoldre la legislatura a voluntat per convocar noves eleccions i no tenia per què consultar amb el parlament el nomenament dels ministres. Després de la conversió en regne en 1908, en 1911 es van ampliar encara més els poders del sobirà, i fins i tot se li permetia de signar acords internacionals secrets sense el control de l'assemblea legislativa.
El país quedava dividit en departaments (búlgar: okruzi), districtes (búlgar: okolii) i comuns (municipis, búlgar: obxtini). El prefecte era nomenat pel príncep i estava assessorat per un consell electe. Els districtes, subdivisions de les prefectures, quedaven a càrrec dels subprefectes, que dirigien la policia i eren responsables de l'ordre públic.Els comuns, de gran rellevància durant el període otomà, tenien uns regidors elegits que, al seu torn, triaven l'alcalde i dos tinents d'alcalde. El país gaudia d'una àmplia autonomia al govern local, fet poc comú en els països veïns.
Tot i que es proclamava la separació del poder judicial i el respecte als drets civils, l'aplicació d'aquests articles va ser molt deficient.
Malgrat el seu caràcter democràtic, la constitució no va garantir la instauració d'una democràcia liberal al principat.  Per contra, la història política del període es va caracteritzar per la consolidació de la corrupció i la gradual concentració del poder en mans primer del primer ministre Stèfan Stambolov després de la crisi que va portar a l'expulsió del primer príncep i, més tard, del nou príncep, Ferran. Diverses pràctiques (suborn, intimidació de l'electorat, anul·lació arbitrària de resultats ...) van pervertir els resultats electorals de l'època.

### L'elecció del cap de l'Estat

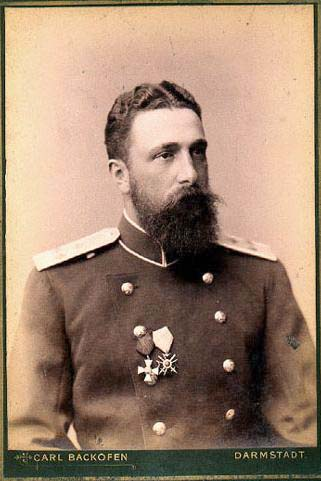
Alexandre de Battenberg, primer príncep búlgar, va acabar abdicant per l'hostilitat de Rússia malgrat la seva popularitat.

Com en el cas de la majoria dels nous estats balcànics, van ser les grans potències les van escollir el nou governant búlgar.  L'escollit, Alexandre de Battenberg, era nebot dels tsars, príncep de Hessen i havia rebut formació militar. El nou príncep, però, va rebre una posició incòmoda i no va veure amb bons ulls la nova constitució liberal i la limitació de les seves prerrogatives. Aviat el príncep va entrar en conflicte tant amb els polítics búlgar (en triar un primer ministre conservador en lloc de liberal)com amb el nou ministre de Defensa, un general rus, que va decidir de participar en la política nacional donant suport a aquests. El cònsol general rus, però, va rebre instruccions de donar suport al príncep, la qual cosa creà una situació confusa davant la política erràtica dels representants russos, la principal força al país.

### Evolució política i enfrontament amb Rússia
El príncep, cada vegada més convençut de la necessitat de desfer-se de la constitució, i recolzat pels conservadors, va aconseguir suspendre-laquan, després de l'assassinat d'Alexandre II de Rússia, va ascendir al tron rus el reaccionari Alexandre III.L'acord entre els dos va durar poc: governants orgullosos, Alexandre III veia Bulgària poc més que com una altra província russa, mentre que el príncep búlgar no va acceptar de sotmetre's al seu poderós protector.A l'exèrcit, on els llocs de capità en endavant s'havien reservat a militars russos, la cooperació tampoc va ser senzilla, i ja en 1883 els partits polítics búlgars van decidir de cooperar en donar suport al seu príncep per acabar amb la influència russa. El príncep, per la seva banda, va accedir a restaurar la constitució de 1879, que havia suspès el 1881,i s'assolí una unitat de la política nacional contra el tsar que, al seu torn, va decidir desfer-se d'Alexandre i vetar la unió amb Rumèlia.

### Unió amb Rumelia Oriental
Les ambicions nacionalistes no es conformaven amb l'autonomia, i es van estendre als territoris búlgars encara en poder de l'Imperi Otomà: el 1885 l'exèrcit de Bulgària va ocupar la província de Rumèlia Oriental, després una revolta interna incruenta a la província que va enderrocar el govern provincial i va cridar a Alexandre. Després d'una crisi internacional en la qual només l'Imperi Otomà va mostrar la seva disposició a revertir la unió dels territoris per la força i malgrat el gran disgust rus, que va retirar els seus assessors, les potències van decidir de respectar-la.
Al mateix temps va esclatar la guerra contra Sèrbia (guerra serbobúlgara), declarada pel rei Milan I de Sèrbia, que temia el creixement de Bulgàriai el seu major poder en el futur repartiment de Macedònia.Contra pronòstic, d'aquesta guerra els búlgars en van sortir victoriosos. Es va aprovar llavors el nomenament del príncep búlgar com a governador general de Rumèlia Oriental pel període habitual de cinc anys, tot i que es va assumir que la unió seria definitiva.

### Caiguda d'Alexandre i primers anys de Ferran

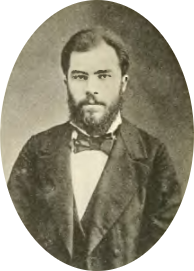
Stèfan Stambolov, polític liberal i russòfob, va prendre el poder real al país durant la crisi de l'abdicació d'Alexandre I, va gestionar la cerca d'un nou sobirà i va exercir com a autoritari primer ministre de Ferran durant els primers anys del seu regnat.

El tsar, humiliat per les accions independents del príncep búlgar, va aprovar l'organització d'una conjura per enderrocar-lo. Malgrat el suport dels nacionalistes, Alexandre I va ser obligat a abdicar a causa d'una conspiració orquestrada pel govern de Rússia, que es va recolzar en certs elements militars i alguns polítics que veien en el suport rus l'única manera d'aconseguir Macedònia per a Bulgària.El 1886 un cop d'estat va enviar el príncep a l'exili. Després d'uns dies de govern del patriarca ortodox favorable als russos, un contrarevolució dirigida per l'antic primer ministre Stèfan Stambolov va prendre el poder i en deu dies Alexandre va tornar a Bulgària.En creure que havia recuperat el favor rus per la presència d'un vicecònsol rus entre els que el van rebre quan va tornar, va escriure al tsar sense consultar amb Stambolov, i rebé una brutal resposta en la qual l'emperador rus li mostrava la seva oposició. Alexandre es va veure obligat a tornar a abdicar.
Stèfan Stambolov va prendre el poder i la Gran Assemblea búlgara va triar, en contra de la pressió russa -que va trencar relacions amb el principat- un nou príncep el 1887: Ferran de Saxònia-Coburg, que va acceptar sense tenir el beneplàcit de les grans potències,recolzant-se en Stambolov i en el suport popular.La posterior crisi política va conduir a la desaparició del Partit Conservador i a l'escissió dels liberals.
L'any següent, es va completar la principal línia fèrria del país, compromesa abans de l'autonomia pel govern imperial d'Istanbul, que unia aquesta última ciutat amb Viena, sense beneficiar especialment Bulgària.
Durant aquests primers anys, el jove monarca es va recolzar en Stambolov, que va imposar un govern autocràtic, el qual va expulsar els dirigents liberals russòfils i els conservadors, que no se li sotmetien, i va empresonar Karavèlov.  Stambolov va aconseguir la independència del país de Rússia i va mantenir Ferran al tron malgrat les successives conspiracions i l'aïllament diplomàtic de Bulgària.
Al maig de 1894, el nou príncep, conscient de la seva inestable posició i de la necessitat del suport rus, va aconseguir la caiguda de Stambolov, que havia constituït una dictadura (i que moriria assassinat el 1895). Després de set anys a Sofia Ferran no havia estat reconegut per cap potència i, sense suport rus, les aspiracions territorials de Bulgària a Macedònia semblaven impossibles d'assolir.La mort, a finals del 1894, del tsar rus, va facilitar la represa de relacions. Després de la conversió del príncep hereu a l'ortodòxia, l'alliberament d'alguns polítics prorussos i una visita oficial a Rússia d'una delegació búlgara, les relacions es van reprendre el 1896. Després del reconeixement de les potències, el principal afer nacional passà a ser l'obtenció de les fronteres fixades al Tractat de San Stefano.
Les forces polítiques, per la seva banda, es van reagrupar poc abans de l'assassinat de Stambolov: els elements més democràtics van donar suport a l'alliberat Karavèlov, que va formar el Partit Democràtic, mentre que els més conservadors es van agrupar al voltant de Konstatín Stoílov i el seu Partit Popular. Stambolov havia dirigit el Partit Liberal-Nacional mentre que Radoslàvov encapçalava els liberals.Durant la mateixa època van sorgir el Partit Socialista (1894), aviat dividit entre moderats i radicals (posteriorment convertits en comunistes), els agraris de la Unió Popular Agrària Búlgara i els radicals, escissió del Partit Democràtic. l'hàbil Ferran va utilitzar les rivalitats entre les diverses formacions i va encarregar la formació de gabinets a unes o a d'altres segons les necessitats de la política internacional del país. Els successius governs no van tenir problema a l'hora d'aconseguir majories electorals mitjançant la intimidació o altres estratagemes que falsejaven les votacions.  Gran part de les formacions no es diferenciaven entre si per la seva ideologia, sinó que eren simples camarilles sense suport popular.

### Consolidació de Ferran i independència

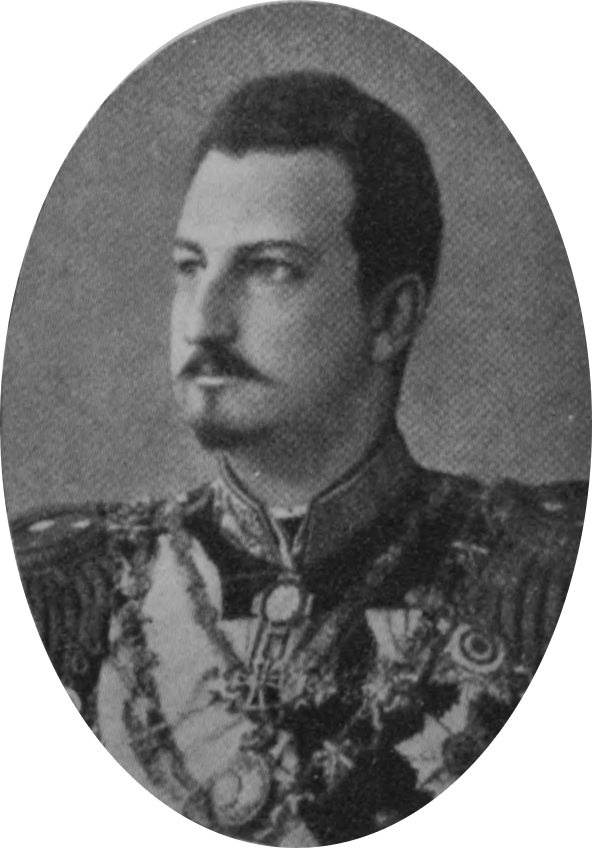
Ferran I de Bulgària, successor en el tron búlgar d'Alexandre, es va donar suport als primers anys del seu regnat en el russòfob Stèfan Stambolov. Més tard es va desfer d'ell i va prendre el control de la política búlgara.

La primera tasca del nou primer ministre Konstantin Stoílov va ser dur a terme la reconciliació amb Rússia. Decidit a controlar la política nacional, Ferran va poder treure profit de la divisió dels partits liberal i conservador en noves formacions, per aconseguir sempre alguna que dugués a terme els seus desitjos. Alternant uns partits amb altres en el consell de ministres, controlava la política del principat, que va canviar prop d'una dotzena de vegades de govern entre 1894 i 1913. Es van assentar la corrupció i el nepotisme en la política, que feien possible la compra de vots al parlament búlgar mitjançant l'assignació de contractes o de sinecures. Era habitual el canvi de funcionariat estatal i local amb els canvis de gabinet per a premiar els partidaris del nou govern. Excepte en les eleccions de 1901, la resta de votacions de l'època les votacions es van realitzar no per triar un Govern, sinó simplement per confirmar al poder un ja triat pel sobirà.
Des de finals del segle xix, quan els dos grans partits es van escindir en diverses faccions fins a la guerra mundial nou formacions competien pel poder; tres d'elles provenien del Partit Liberal (el Partit Liberal Popular de Dimítar Petkov, successor de Stambolov, el Partit Liberal de Vassil Radoslàvov i els Joves Liberals de Dimítar Tòntxev) i els separaven principalment qüestions personals entre els seus dirigents. Eren fonamentalment antirussos i prooccidentals en la seva política exterior i es basaven en el suport de la intel·lectualitat urbana i els camperols. Els conservadors, que van canviar de nom el 1894 a Partit Popular, estaven dirigits per Stoílov, que col·laborava amb el Partit Liberal Progressista de Dràgan Tsànkov.Aquests partits eren més favorables a Rússia i es nodrien de les professions liberals i dels terratinents. Entre tots dos grups de partits es trobava el Partit Democràtic de Petko Karavèlov, més indefinit en política exterior, però generalment favorable a les potències occidentals.A aquestes formacions s'hi van afegir la Unió Agrària i dos partits socialdemòcrates.
Durant aquest període es va donar impuls a la industrialització del país i a la millora de les comunicacions fèrries, però a costa de l'enfonsament de la producció artesanal i de grans deutes per a l'estat.  L'agricultura, a la que es dedicava la gran majoria de la població, tampoc no va millorar durant el període: després de la creació del principat la reforma agrària havia acabat amb les grans hisendes otomanes, però la divisió permanent de les propietats per herència va empitjorar la situació dels camperols.La crisi dels pagesos, descontents amb la gestió governamental i la supressió militar de les seves protestes en 1899, va donar lloc a la creació de la Unió Agrària i a la pèrdua del suport camperol envers els liberals.
La repressió de les protestes i la dissolució il·legal dels ajuntaments van fer a Vassil Radoslàvov impopular i el príncep el va substituir el 1901. La coalició de Karavèlov va eliminar un impost de Radoslàvov, mal rebut pels camperols, però aviat va perdre també el favor de la població.
El 5 d'octubre de 1908, amb el suport de Francesc Josep, emperador d'Àustria-Hongria, Ferran I va proclamar a Tàrnovo la independència de Bulgària i va prendre el títol de tsar durant la crisi bosniana. La proclamació de la independència es va accelerar per la presa del poder a Istanbul dels Joves Turcs, que pensaven reformar l'estat i convocar un parlament al qual acudissin representants de tots els territoris imperials, la qual cosa hagués dificultat l'evolució independentista búlgara i l'annexió permanent de Bòsnia i Hercegovina per l'Imperi Austrohongarès.
L'assoliment de la independència, que es va aconseguir simplement mitjançant el pagament d'una indemnització al govern otomà, va donar pas a la concentració de la política búlgara en la consecució de les fronteres del Tractat de San Stefano, especialment en l'annexió de Macedònia.LA fallida revolta macedònia de 1903 havia portat a la dimissió del gabinet del moment i es va convertir, cada cop més, en el principal afer de la política exterior búlgara.

## Societat

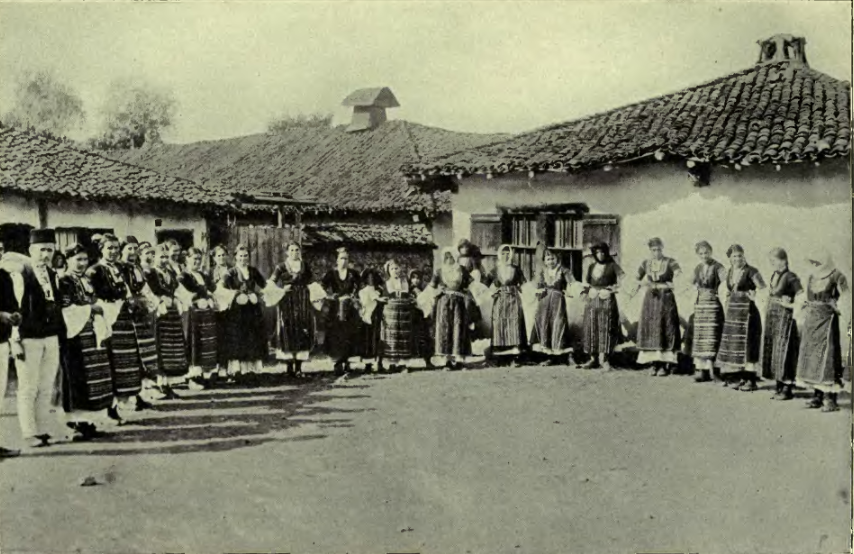
Camperols búlgars: la gran majoria de la població del principat es dedicava a les tasques del camp.

El principat era aclaparadorament rural: al voltant del 80% de la població es dedicava a les tasques del camp. Poc després de la conversió en regne, el 1910, la població urbana seguia al 19,1%, percentatge que amb prou feines havia augmentat des de la independència en 1885. Diverses dècades després, el 1946, encara tres quartes parts de la població es dedicava a tasques agrícoles.L'analfabetisme estava molt estès:el 1900, tot just el 58% de la població de la capital sabia llegir i escriure, mentre que a les ciutats de províncies la proporció era encara menor (40%), i al camp només el 15% tenia aquests coneixements bàsics.
La indústria era escassa i centrada en la transformació dels productes agrícoles. El 1911, les indústries tèxtils i alimentàries representaven el 90% de la producció industrial. La productivitat per capita era a més baixíssima (28,3 leva-or davant dels 1128 als Estats Units).La independència de l'Imperi Otomà va comportar a més, la pèrdua del seu mercat i la dura competència dels productes europeus, sovint més barats i de millor qualitat que els produïts pels artesans búlgars. Els sindicats obrers, sorgits a mitjans de la dècada del 1890, tenien pocs afiliats i el seu nombre es va reduir amb el temps. 
Al camp, però, la propietat era molt igualitària, en part a causa de la distribució dels latifundis dels propietaris turcs, fugits o expulsats després de les revoltes de la dècada del 1870.
Tot i que l'educació va progressar, gran part dels nous universitaris i graduats de les escoles secundàries no es va dirigir al reforçament de la indústria o del comerç, sinó a la burocràcia estatal, l'exèrcit i a les professions liberals.  Part d'aquesta nova intel·liguèntsia canviava regularment de partit polític per assegurar-se els llocs de treball al funcionariat de l'estat que el partit del govern podia garantir.Era tradicional que el nou partit del govern rellevés gran part del funcionariat anterior per lliurar els llocs als seus partidaris.
La composició cultural del país incloïa una important però decreixent minoria turca que al començament de la dècada de 1880 estava formada per 702.000 persones del total dels 2.814.000 habitants del principat (es va reduir fins als 540.000 el 1900).Els grecs, concentrats especialment a les ciutats al sud dels Balcans, representaven l'1,5% de la població, mentre que les persones de llengua búlgara eren el 67,84%.